# Tânia Tembe
 (février 2023).
Tânia Tembe est une actrice, chanteuse, autrice-compositrice, poète et mannequin de publicité mozambicaine, qui s'est fait connaître en jouant le rôle principale dans Maida, la première telenovela mozambicaine.

## Biographie

### Origines et études
Tânia Tembe née dans le grand "ghetto" de Maputo est une étudiante de l'université polytechnique de Maputo, qui a dû annuler son inscription pour jouer Maida.

### Carrière
Tânia Tembe a, dès son plus jeune devenir nourrit l'envie de devenir un jour mannequin ou actrice. Entre 2017 et 2019,elle participe à des castings qui la mènent à  "Aquele Papo", une série diffusée sur les réseaux sociaux et sur certaines chaînes de télévision,,.

## Maida, la révélation
Tânia Tembe tient le rôle principale dans la série Maida, nom du personnage qu'elle incarne. Maida dont la première saison compte 130 épisodes, est un feuilleton mozambicain, qui dépeint la vie d'une jeune fille naïve d'origine rurale, qui quitte sa famille et ses études pour aller dans la grande ville travailler comme femme de ménage dans la maison de la riche et complexe famille Sitoe. Selon Reinaldo Luís, journaliste et rédacteur en chef de la section culture dit que,,: 

« (...) Les téléspectateurs comprennent la telenovela comme "un vote d'espoir" ! "Maida, parvient avec perfection à être et à se situer dans l'intrigue. Elle est triste, joyeuse, angélique et protagoniste. Maria Atalia et Dadivo Jose (les parents de Maida) n'échappent pas non plus à la règle. Et la musique de Lenna Bahule pour l'ouverture ? C'était un choix judicieux. Jusqu'à présent, cette première mozambicaine est consolante(...). »